# Диксон (Мисури)
Диксон (енгл. Dixon) град је у америчкој савезној држави Мисури.

## Демографија
По попису из 2010. године број становника је 1.549, што је 21 (-1,3%) становника мање него 2000. године.
| Група             | 2000.         | 2010.         |
| Белци             | 1.490 (94,9%) | 1.412 (91,2%) |
| Афроамериканци    | 1 (0,1%)      | 14 (0,9%)     |
| Азијати           | 16 (1,0%)     | 9 (0,6%)      |
| Хиспаноамериканци | 32 (2,0%)     | 73 (4,7%)     |
| Укупно            | 1.570         | 1.549         |